# لورا دوفي
لورا دوفي (بالإنجليزية: Laura Duffy)‏ هي محامية أمريكية، ولدت في 1962.